# Kościół Dobrego Pasterza w Łodzi
Kościół Dobrego Pasterza w Łodzi – rzymskokatolicki kościół parafialny należący do parafii pod tym samym wezwaniem (dekanat Łódź-Bałuty archidiecezji łódzkiej).

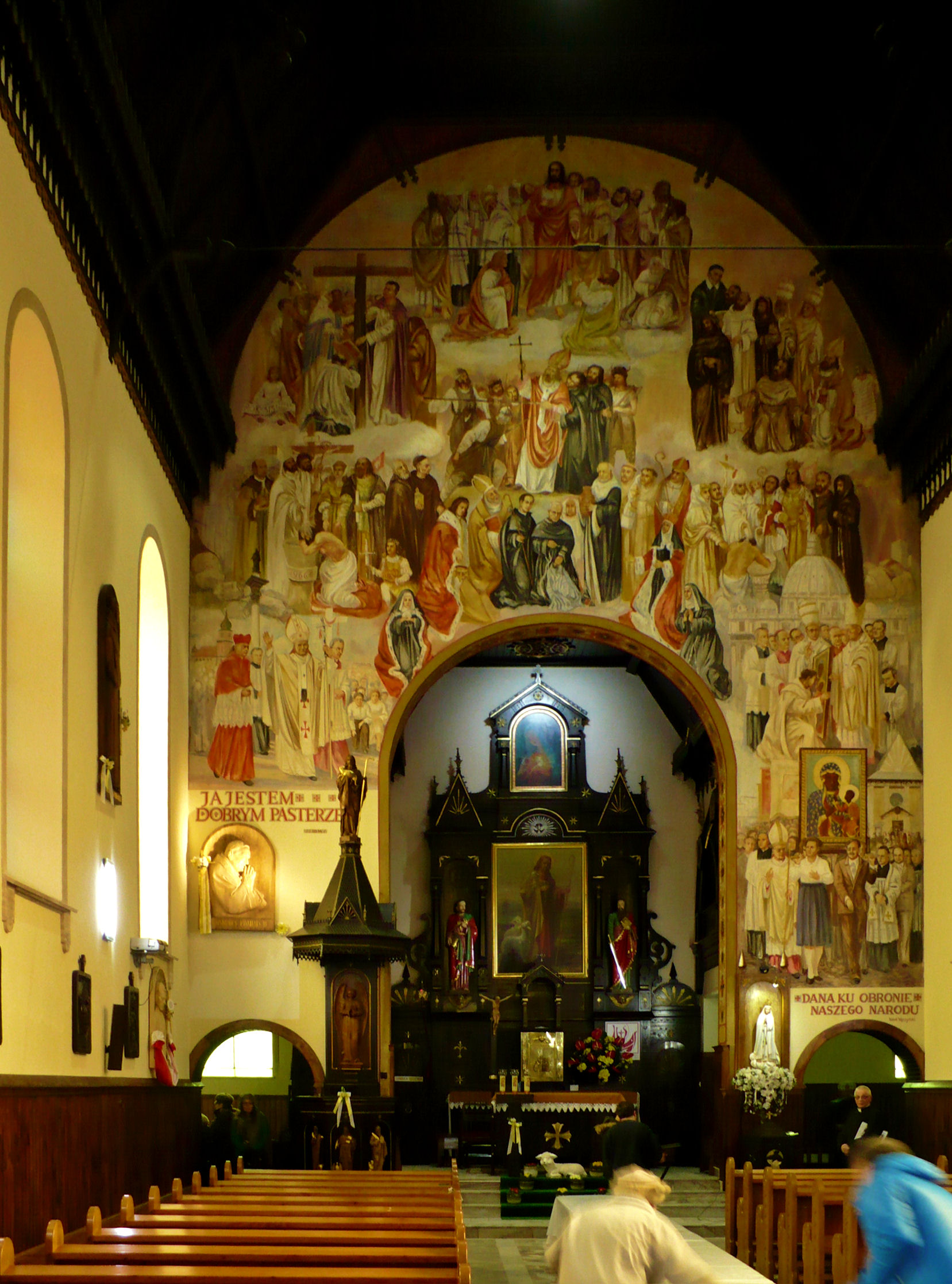
Wnętrze świątyni. Na zdjęciu dobrze widoczna ściana tęczowa z polichromią projektu i wykonania Mieczysława Saara

Budowa świątyni została rozpoczęta w 1906 roku. Kościół został wzniesiony w stylu zakopiańskim, we wnętrzu znajdują się elementy ludowego wystroju łowickiego. Architektem budowli był Kazimierz Pomian-Sokołowski, absolwent Politechniki w Rydze, pochodzący ze wsi Sadlno na Kujawach. Był przyjacielem Tytusa Chałubińskiego i Jana Kasprowicza – piewcy Tatr – dlatego świątynia reprezentuje styl zakopiański. Budowa została zakończona w 1907 roku. Kościół został rozbudowany w latach 1979–1981 według projektu architekta Mirosława Rybaka.
Do wyposażenia świątyni należą: ołtarz główny, wyrzeźbiony w dębie przez rzeźbiarza Denekę. W ołtarzu głównym jest umieszczony odnowiony w 2004 roku obraz Dobrego Pasterza pędzla nieznanego autora; obok ołtarza głównego znajdują się dwie figury wykonane z drewna lipowego, płaskorzeźby świętych Apostołów Piotra i Pawła. W 2004 roku zostały poddane renowacji, wtedy okazało się, że pokryte są polichromią, powrócono do oryginalnej formy. U góry umieszczony jest obraz Matki Bożej Bolesnej z siedmioma mieczami. Organy elektroniczne firmy Johannus zostały zakupione 30 maja 1993 roku. Dzwony o masie 250 i 125 kg zostały odlane w firmie Kraszewskiego w Wągrowcu. Konsekrował je arcybiskup Władysław Ziółek. Droga Krzyżowa została wykonana z gipsu zbrojonego, po II wojnie światowej, o barwie ciemnego brązu.